# Роберт Джоселін, 1-й віконт Джоселін

Герб віконта Джоселін.

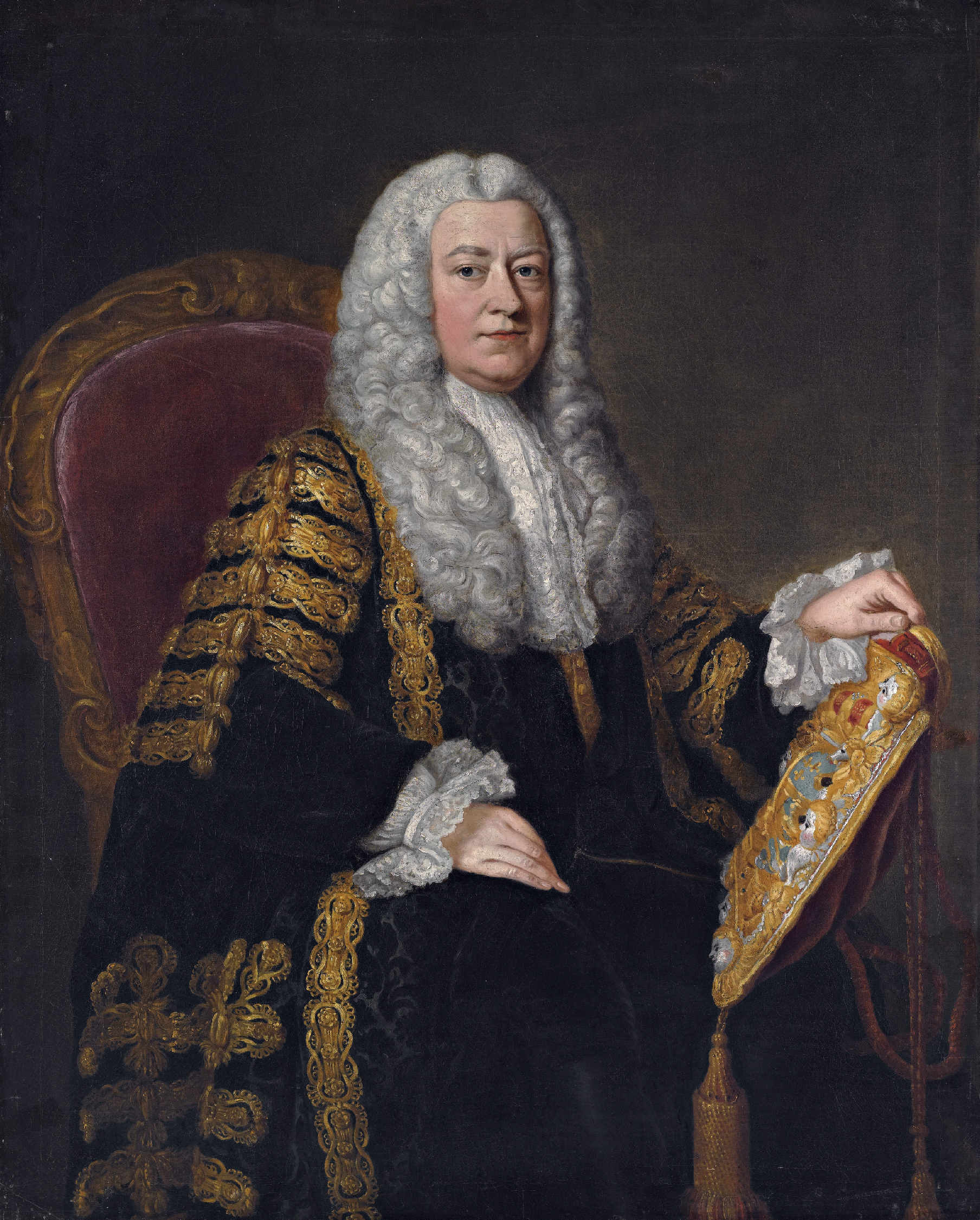
Філіп Йорк (1690—1764) — І граф Гардвік.

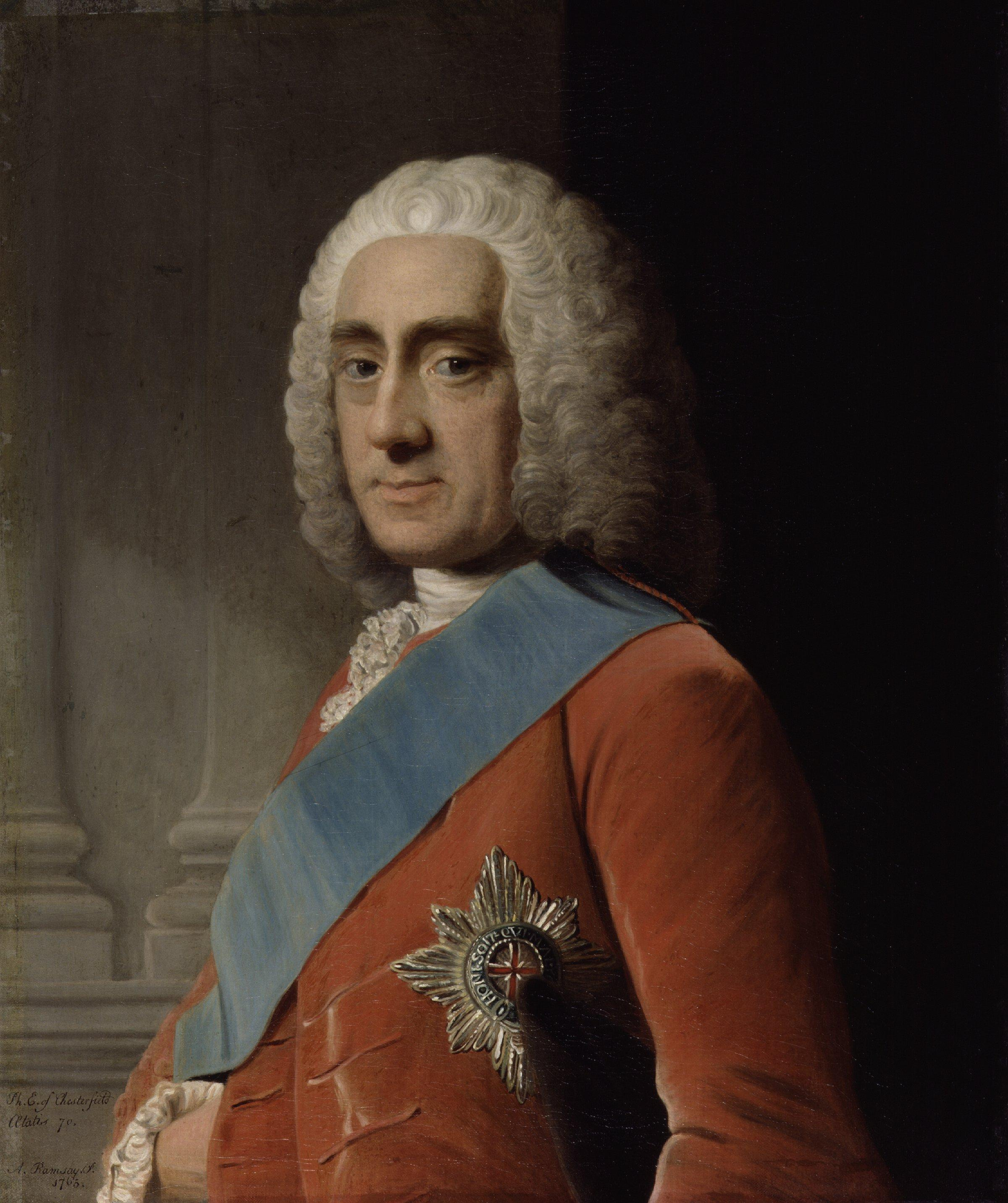
Філіп Стангоуп (1694—1773) — ІV граф Честерфілд.

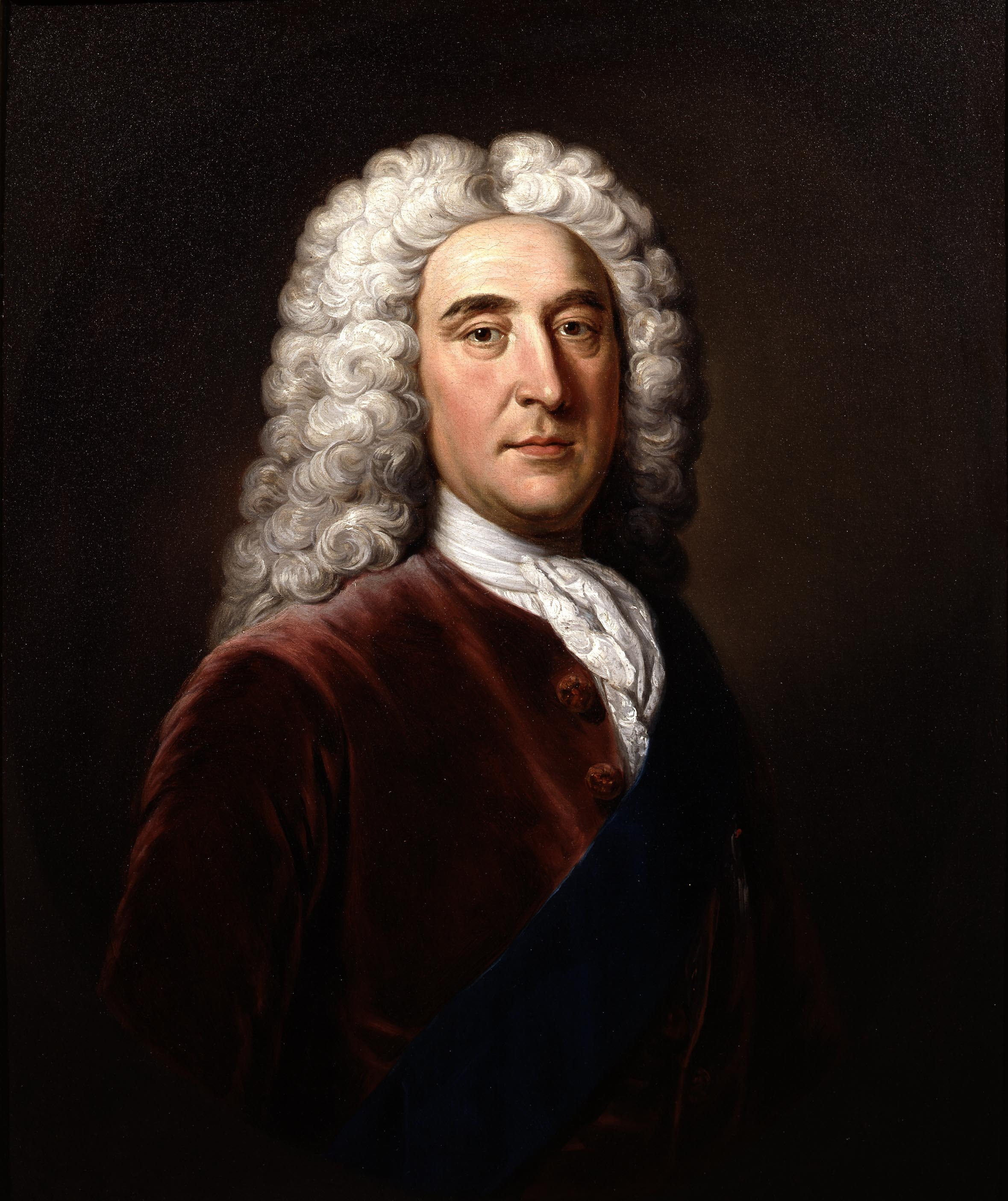
Томас Пелем-Голлс, 1-й герцог Ньюкасл (1693—1768).

Роберт Джоселін (бл. 1688 — 3 грудня 1756) — І віконт Джоселін, англо-ірландський політик, суддя, пер Ірландії, спікер Палати лордів парламенту Ірландії та лорд-канцлер Ірландії в 1739—1756 роках.

## Життєпис

### Ранні роки
Роберт Джоселін був старшим сином Томаса Джоселіна з Собріджворта, Гартфордшир, Англія та Анни Брей — дочки Томаса Брея з Вестмінстера. Його дідом по батькові був сер Роберт Джоселін — І баронет Джоселін, верховний шериф графства Гартфордшир. Джоселіни проживають у Собріджворті принаймні з XV століття: серед відомих людей родини був Ральф Джоселін із Гайд-Холлу (помер у 1478 році), який двічі був лордом-мером Лондона. Роберт Джоселін вивчав право в офісі адвоката на ім'я Салкельд на Брук-стріт, Голборн, де він познайомився з Філіпом Йорком, І графом Гардвіком. Філіп Йорк одночасно служив лорд-канцлером Великої Британії під час перебування Роберта Джоселіна на посаді лорд-канцлера Ірландії.

### Початок кар'єри
У 1709 році Роберт Джоселін був прийнятий студентом в юридичну школу «Грейс Інн». 27 січня 1719 року він почав працювати адвокатом в Ірландії. На виборах у вересні 1725 року він був обраний депутатом Палати громад парламенту Ірландії від Гранарду, графство Лонгфорд. 28 березня 1726 року він отримав посаду третього сержанта Ірландії, а на загальних виборах у 1727 році був обраний депутатом Палати громад парламенту Ірландії від Ньютауна, графство Даун.
4 травня 1727 року Роберт Джоселін став генеральним соліситором — юридичним радником Ірландії. Після вступу на престол короля Великої Британії та Ірландії Георга II Роберт Джоселін був затверджений на посаді, а 22 жовтня 1730 року отримав посаду генерального прокурора Ірландії замість Томаса Марлея, нещодавно призначеного лордом-бароном Ірландії. У 1739 році як генеральний прокурор він переслідував лорда Сантрі за неспровоковане вбивство Лафліна Мерфі, швейцара таверни. Сантрі був засуджений до смертної кари, але страта була відтермінована, а потім він був помилуваний.

### Лорд-канцлер Ірландії
Після відставки лорда Томаса Віндема завдяки впливу свого старого друга лорда Гардвіка, Роберт Джоселін був призначений лорд-канцлером Ірландії (7 вересня 1739 р.) і посів своє місце спікера Палати лордів Ірландії під час відкриття парламенту 9 жовтень 1739 року. Він був нагороджений титулом барона Ньюпорт з Ньюпорту, що в графстві Тіпперері згідно з листом-патентом від 29 листопада 1743 року.
Як лорд-канцлер Ірландії, він був одним із тих, кому було доручено розробити заходи для подолання голоду 1740—1741 років, який був настільки сильним, що його стали називати «роком знищення». Один історик критикував запроваджені заходи як суворі та неефективні. 3 лютого 1744 року він головував як лорд-верховний стюард на суді над Ніколасом Неттервіллем, V віконтом Неттервілл, якого було звинувачено у вбивстві його слуги Майкла Волша, але він був «з честю виправданий» на тій підставі, що двоє головних свідків проти нього померли до суду, і їхні показання не можуть бути використані як докази. Напрочуд мало відомо про подробиці злочину.
Він був нагороджений титулом віконт Джоселін в перстві Ірландії, згідно з листом-патентом від 6 грудня 1755 року. У вересні 1756 року Велика печатка Ірландії була введена в дію під час відсутності Роберта Джоселіна в Ірландії. Він виїхав до Англії для відновлення свого здоров'я. Він ніколи не повернувся до Ірландії і помер у Лондоні 3 грудня 1756 року у віці 68 років і був похований у Собриджворті, графство Гартфордшир.

## Характер та пам'ять про нього
Лорд Честерфілд описує Роберта Джоселіна як «людину великої цінності». Він мав доброзичливий характер, літературний і антикварний смак. Під час відсутності лорда-лейтенанта Ірландії він не менше ніж дев'ять разів був одним із лорд-суддів і був президентом Дублінського фізико-історичного товариства. У Британському музеї є цікавий лист, написаний Робертом Джоселіном (датований 2 листопада 1754 року, Дублін) до Томаса Пелем-Голлса — І герцога Ньюкастл, в якому звертається увага герцога на «надзвичайну висоту, до якої дійшли суперечки та ворожнеча».
Він мав будинок у Сент-Стівенс-Грін у центрі міста, а пізніше орендував Маунт-Мерріон-хаус на південь від Дубліна у віконта ФітцВільяма. Він був людиною простих смаків і скромних манер: із задоволенням помічали, що його капелана Ісаака Манна (пізніше єпископа Корка і Росс), і його домоправителя містера Вайлда часто приймали за нього, оскільки обидва мали набагато більш аристократичні і вишукані мани ніж сам ніж Роберт Джоселін. Він був найщасливішим удома на горі Мерріон, рідко покидаючи його у вільний час, його основним відпочинком були прогулянки навколишньою місцевістю (тепер передмістя), Мерріон тоді був переважно відкритою місцевістю. Елрінгтон Болл стверджує, що хоча в політиці він залишився англійцем, його любов до Ірландії, яка не полишала його протягом останніх двадцяти років його життя, дає йому право називатися почесним ірландцем. Два портрети Роберта Джоселіна пензля провідного художника Стівена Слотера були у володінні графа Родена в 1890 році. Мармуровий бюст роботи Джона Бекона був встановлений на його пам'ять у церкві Собриджворт його сином.

## Родина
У 1720 році Роберт Джоселін вперше одружився з Шарлоттою Андерсон (померла 23 лютого 1747 року), дочкою та співспадкоємицею Чарльза Андерсона з Вустера. Її сестра Анна вийшла заміж за Тімоті Гудвіна — архієпископа Кашеля. Їхній єдиний син, Роберт успадкував титул і став ІІ віконтом Джоселін. 1 грудня 1771 року він отримав титул графа Роден з Хай-Родінгу в графстві Тіпперері. Смерть Шарлотти, «найкращої з дружин», викликала в нього сильне горе. 15 листопада 1754 року Роберт Джоселін одружився вдруге з Френсіс Клакстон, дочкою Томаса Клакстона з Дубліна та вдовою Річарда Парсонса, І графа Росс. Хоча цей шлюб був недовгим, він також був щасливим. Вона пережила свого другого чоловіка і померла 25 травня 1772 року.